# OpenWrt
OpenWrt — операційна система для бездротових Wi-Fi маршрутизаторів, заснована на ядрі Linux.
Розробка OpenWrt стала можливою завдяки використанню виробником програмного забезпечення ліцензії GNU GPL, яка вимагає від розробників публікувати всі похідні продукти під тією ж ліцензією.

## Особливості
- Підтримка файлової системи JFFS2, яка дозволяє користувачам додавати, видаляти або змінювати будь-які файли.
- Система керування пакетами opkg, схожа на dpkg, дозволяє встановлювати і видаляти програмне забезпечення. Репозиторій містить близько 3500 пакетів.
- У версіях для роутерів, що мають великий обсяг флеш-пам'яті (від 4 Мб), зазвичай використовується SquashFS, яка використовує оверлей.
- Набір скриптів (UCI) призначений для уніфікації та спрощення конфігурації всієї системи
- OpenWrt підтримує будь-яке обладнання, яке має підтримку Linux; пристрої, які можуть бути, наприклад, підключені через USB:

- Принтери
- GSM-модеми
- Вебкамери
- Аудіокарти

- Регулярні виправлення та оновлення, навіть для пристроїв, які більше не підтримуються виробниками.

В OpenWRT є можливість реалізувати практично всі відомі методи передачі даних завдяки можливості самостійної компіляції прошивки, в тому числі і ядра, із внесенням необхідних змін. За замовчуванням у більшості офіційних «збірок» можливе використання наступних методів:
- Static IP
- DHCP Client
- PPTP
- PPPoE